# Thomson Reuters
Thomson Reuters ist der Name eines Medienkonzerns, der am 17. April 2008 aus der Übernahme der britischen Nachrichtenagentur Reuters durch die kanadische Thomson Corporation entstanden ist. Der Konzern hat Hauptsitze in New York City und in Toronto, wobei letzterer auch als rechtlicher Sitz fungiert.
Weitere wichtige Tätigkeiten werden von Eagan, Minnesota und Stamford, Connecticut sowie vom Vereinigten Königreich und von Indien aus betrieben.

## Geschäftsfelder
Das Unternehmen gliederte sich bis Ende 2011 in zwei Einheiten mit je mehreren Geschäftsfeldern.

### Markets Division
Die Markets Division entstand aus der Zusammenlegung von Thomson Financial und Reuters und umfasst vier Bereiche. Hier werden Finanz- und Wirtschaftsdaten sowie Informationsdienstleistungen und Softwareanwendungen vornehmlich für die Finanzindustrie erstellt.
- Sales & Trading
- Investment & Advisory
- Enterprise
- Media

Den Markt der Finanzdaten teilen die beiden Konzerne Thomson Reuters und Bloomberg L.P. nahezu allein unter sich zu etwa gleichen Teilen auf. Zu seiner Gründung erklärte der Konzern, im Informationsmarkt zukünftig mit Google und Microsoft konkurrieren zu wollen.

### Professional Division
In der Professional Division, die drei Bereiche umfasst, werden Informationslösungen für Anwälte, Steuerberater und Wirtschaftsprüfer sowie auf dem Gebiet der Gesundheitsversorgung zusammengefasst.
- Legal – vormals North American Legal and Legal & Regulatory, einschließlich West und Carswell
- Intellectual Property & Science
- Tax & Accounting – ehemals Thomson Tax & Accounting

Zum 1. Januar 2012 gab es die vier Bereiche Financial & Risk, Legal, Tax & Accounting und Intellectual Property & Science. Ein Mehrheitsanteil am Geschäftsbereich Financial & Risk wurde 2018 an die Blackstone Group veräußert. Der Bereich wurde daraufhin unter dem Namen Refinitiv eigenständig. Blackstone verkaufte seinen Anteil im August 2019 an die London Stock Exchange weiter.

## Besitzverhältnisse
Die kanadische Familie Thomson kontrolliert das Unternehmen und hält durch ihre Investmentfirma The Woodbridge Company 55 Prozent an Thomson Reuters (Stand 1. März 2012).
Die Aktien des Unternehmens werden unter dem Symbol TRI sowohl an der Toronto Stock Exchange als auch an der New York Stock Exchange gehandelt. Die Marktkapitalisierung beträgt mehr als 23 Milliarden US-Dollar (Stand Juli 2012).

## Sonstiges
Am 7. Februar 2011 wurde Stephen Adler zum neuen Chefredakteur der Nachrichtenredaktion ernannt. Adler kam vom Business Week Magazine, zuvor war er 16 Jahre beim Wall Street Journal. Er ersetzte David Schlesinger, der nach einer 24-jährigen Karriere bei dem globalen Nachrichten- und Informationsanbieter nach China als Vorsitzender von Thomson Reuters China zurückkehren wird, wo er auch seine Karriere begann.
Anfang August 2012 wurde die Website von Thomson Reuters gehackt, durch welche Gruppe ist bislang unbekannt. Die Angreifer veröffentlichten eine Falschmeldung zum Bürgerkrieg in Syrien, die durch dritte Medien allerdings nicht aufgegriffen und weiter verbreitet wurde. Grund für den Hack war die Verwendung einer veralteten Version des Open-Source-CMS WordPress.
Von 2002 bis 2016 veröffentlichte Thomson Reuters wenige Wochen vor der Vergabe der Nobelpreise unter dem Namen Thomson Reuters Citation Laureates eine eigene Voraussage auf die Nobelpreisträger, die sich auf die Analyse der Häufigkeiten wissenschaftlicher Zitierungen stützte. 2016 wurde die zugrundeliegende Datenbank Science Citation Index an Clarivate Analytics verkauft.